# 托特瓦若尼
托特瓦若尼，是匈牙利维斯普雷姆州所辖的一个村，总面积42.50平方公里，总人口1207，人口密度28.4人/平方公里（2010年1月1日）。